# Zhang Yan
|  | Per l'emperadriu de la Dinastia Han, vegeu l'Emperadriu Zhang Yan. |

En aquest nom xinès, el cognom és Zhang.
Zhang Yan o Chu Yan (褚燕), també conegut com a Zhang Feiyan (張飛燕), va ser el líder dels bandits Heishan. Va ser un nadiu de Zhending, comandància Changshan (l'actual Baoding). Va néixer com Chu Yan. Perquè era ràpid i àgil, i valent, els seus homes li deien "Feiyan", significant "Oreneta Voladora".
No es coneix històricament molt d'ell fins al 185, quan ell i Zhang Niujue (張牛角), un altre líder bandit, van assaltar el poble de Yingtao (癭陶). Zhang Niujue va ser ferit greument, però abans que morís, moribund, ordenà als seus homes d'obeir a Feiyan com el seu nou líder. Yan per tant va canviar el seu cognom pel de Zhang per honrar a Zhang Niujue.
El seu exèrcit va anar creixent en força i nombre, fins que es deia que eren un milió. Van començar a ser coneguts com a Bandits Heishan. Totes les comandàncies del nord del Riu Groc estaven exposades als seus atacs i la cort no podia fer res per aturar-los.
El 193, Zhang Yan va lluitar contra Lü Bu fins a arribar a un punt mort– que aleshores estava servint nominalment sota Yuan Shao i havia emprès de pacificar les diverses regions envoltant les Muntanyes Taihang.
El 199, va respondre a la crida de Gongsun Zan demanant ajuda per la batalla de Yijing. Abans que arribés, Gongsun Zan havia estat destruït per Yuan Shao.
En el 204, ell va contactar amb Cao Cao, que en eixe moment estava batallant contra els fills de Yuan Shao, Yuan Tan i Yuan Shang. Cao Cao li atorgà el títol de «general que pacificà el nord» (平北將軍).
En l'estiu del 205, després que els Yuan foren eliminats, Zhang Yan oficialment es va rendir a Cao Cao i va ser fet Marquès del Llogaret d'Anguo (安國亭侯).